# Dexiomimops rufipes
Dexiomimops rufipes är en tvåvingeart som beskrevs av Baranov 1935. Dexiomimops rufipes ingår i släktet Dexiomimops och familjen parasitflugor. Inga underarter finns listade i Catalogue of Life.